# Ddrum

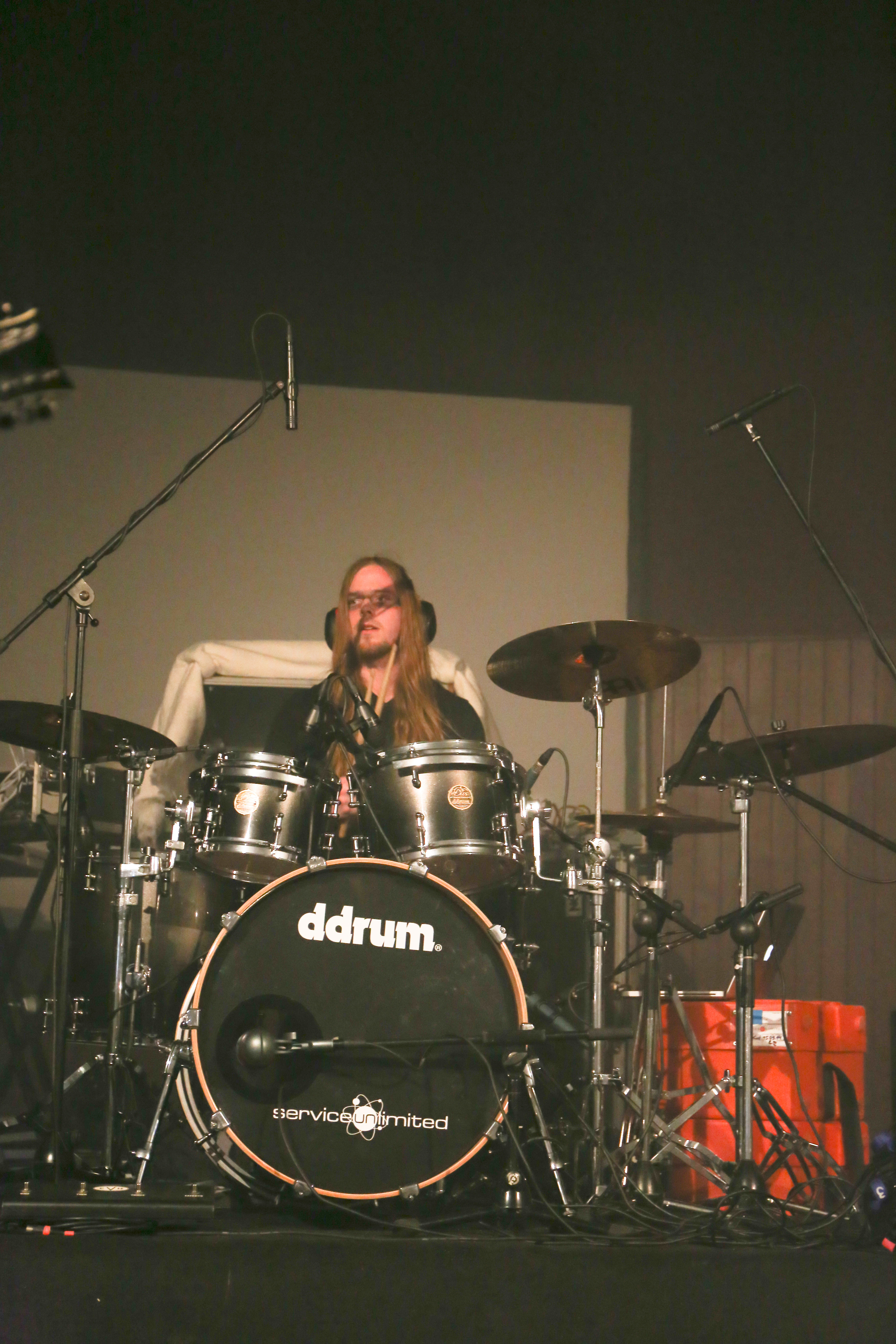
ddrum, (Wave Gotik Treffen) 2016

La ddrum è un'azienda americana, divisione di Armadillo Enterprises, Inc., che produce batterie e strumenti a percussione acustici, elettronici e trigger. Realizza tra l'altro un modello di octoban detto "deccabon" (una serie di dieci tamburi di diametro fisso di 15 cm ma con fusti di diverse lunghezza).

## Principali artisti che usano Ddrum
Robert Sweet - Stryper
Ladell Abrams - Ce Ce Winans
Dylan Allison - Pop Evil
Carmine Appice - Legend / Slamm!!
Steve Ashiem - Deicide
Athena - Kottak
Poogie Bell - Marcus Miller
Manuel De Peppe -   Bee Hive, Bee Hive Reunion
Marty Beller - They Might Be Giants
Anthony Biuso - Hed PE
Talon Blaque - Zombie Dragstrip Hookers
Rick Borecki- Mike and the Monsters
Chris Boyd - Nelly
Jon Bucklew - Copeland
Mark Castillo - Bury Your Dead
James Childress - Lovedrug
Big Mike Clemons - Israel Houghton
Francesco "buzzurro" Daniele - Carved
Cowboy - Texas Hippie Coalition
Paul Crosby - Saliva
Cygnus - Deadstar Assembly
Austin D'Amond - Bleed the Sky
Joey Dandaneau - Theory of a Deadman
JC Dwyer - Pro-Pain
Tom Drennan - Darryl Worley
Shawn Drover - Megadeth
Larry Eagle - Bruce Springsteen's Seeger Sessions Band
Brent Easton - J.Moss
Joey Eberline - Nashville Sessions
Jeff Fabb - In This Moment
Vix Foxx - The Veronicas
Jamie Gambel - Jamie Foxx
Audie Grantham - Since October
David Haddon - Rihanna
Demiyon Hall - Gladys Knight
Will Hunt - Static X/Evanescence
Andy Herrick - Chimaira
Andy “Andols” Herrick - Chimaira
Myron Howell - Jake Owen
Johnny Humphrey - Seether
Chris Hood - Rehab
Adam Jarvis - Misery Index
Kerry Jacobson - Mondo Rock (Australia)
Derek Jay - Hell Within
Mattia Mornelli - Human Decay / Vexovoid
Christopher Kinder - Jon Oiva's Pain
Chris Kling - Theo and the Skyscrapers
Jeramie Kling - Ninety Minute Reflex / Infernaen
Dan Konopka - OK Go
James Kottak - Scorpions
Ken Koudelka - Lillian Axe
Kat Kraft - Vixen
Axel Kruse - Jaded Heart (Germany)
Mark Kulvinskas - Deer and the Headlights
Corky Laing - Mountain
Lil' Shawn Lee - Chrisette Michele / Missy Elliott
Russell Lee - Under the Flood
Joe Letz - Combichrist
Jeremy London - Sanctity
Ray Luzier - KoRn
Brian MacLeod - Sheryl Crow / LA Studio Great
Pepe Clarke Magana - Ankla
Segdrick Marsh - Patti LaBelle
Paul Mazurkiewicz - Cannibal Corpse
Matt McKenna - Outworld
Dave McClain - Machine Head
Keith McCray - Ryan Shaw
Larone “Skeeter” McMillian - The Last Goodnight
Carlos McSwain - Snoop Dogg
Vernell “Dooder” Mincey - Independent
Lil' Mike Mitchell
Drew Molleur - Midnight to Twelve
Austin Moore - Blind Boys of Alabama
Chris Mora - Silent Civilian
Kentric Morris - Najee
Terry Oldham - Blackland
Jerry O'Neill - Voodoo Glow Skulls
John Oreshnick - Fireball Ministry
Vinnie Paul - Pantera / Damage Plan / Hell Yeah
Will Parker - Jaheim
Anthony Parrulli - Blue Man Group / Josh O'Connor
Mike Patrum - Protokaw
Corey Pierce - God Forbid
Bill Powell - Gospel Session Great
Rhim - The Birthday Massacre
Isaac Richardson - James Brown Tribute
Paolo Perazzani - Arthemis
“Third” Richardson - Eric Darius
Scott Rockenfield - Queensryche
Jamie Rogan - Billy Currington
Aaron Rosse - Ministry / Prong
Martin Roth - Legenda Aurea (Switzerland)
Chris Russell - The Argument
Pete Sandoval - Morbid Angel
Brian Scully- The Autumn Offering
Andy Selway - KMFDM
Niki Skistimas - Suicide Holiday
Radek Sladky - Torr (Czech)
Kent Slucher - Luke Bryan
Mike Smith - Suffocation
Derrick Sorrell - NeYo
Chad Stewart - LA Guns/ Faster Pussycat
Brent Terry - Better Left Unsaid
“Amadeus” Thompson - Trey Songz / Producer
Brian Tichy - Billy Idol/ Foreigner
Erik Tribbett - NERD
Steve Underwood - Stuck Mojo
DeJuan Watson - R. Kelly
Tim “Yogi” Watts - Demonhunter/ The Showdown
TJ Wilder - Josh Turner
Steve Williams - Bobby Jones Gospel Choir
Louis Winfield - Crystal Shawana
Derrick Wright - Toni Braxton
Tim Yeung - Divine Heresy
Keith Zebroski - Miranda Lambert
Dave Lombardo - Slayer (dal 2010)